# Verzetsmonument Utrecht
Het verzetsmonument op het Domplein in Utrecht is een oorlogsmonument ter ere van het Nederlands verzet in de Tweede Wereldoorlog.

## Achtergrond
Al kort na de oorlog werd het initiatief genomen een monument op het Domplein op te richten. De opdracht werd door de gemeente Utrecht gegund aan beeldhouwster Corinne Franzén-Heslenfeld. Zij kwam in het voorjaar van 1946 met haar ontwerp van een beeld van een staande vrouw met opgeheven, gebalde vuist, met aan weerszijden van de sokkel twee taferelen. Na kritiek op zowel de figuur als het voetstuk, paste ze het ontwerp aan. De geplande taferelen verdwenen en de vrouw kreeg met een fakkel in haar handen een dynamischere houding.
Franzén-Heslenfeld hakte het beeld in een ketelhuis van de Haagse gasfabriek, ze werd bij de uitvoering geassisteerd door Giuseppe Roverso en Wladimir de Vries. Het monument werd deels gefinancierd met een opbrengst van 8000 gulden uit een loterij.
Het monument werd op 4 mei 1949 onthuld door prins Bernhard. De slachtoffers van de Tweede Wereldoorlog in het algemeen en het Utrechts verzet in het bijzonder, worden sindsdien jaarlijks op Nationale Dodenherdenking bij het monument herdacht. Deze herdenking wordt georganiseerd door het Utrechts Comité 4 mei-Herdenking.

## Beschrijving
Het monument bestaat uit een zes meter hoog beeld van een vrouw ten voeten uit, met gedraaid bovenlichaam. Zij draagt rechts van haar een fakkel, die ze met beide handen vasthoudt, als symbool voor het verzet. De vrouw is klassiek vormgegeven, met een ontbloot bovenlichaam en een gedrapeerde rok. Er is bewust gekozen voor een vrouwenfiguur, vanwege het aandeel van de Utrechtse vrouwen in het verzet.
Het beeld staat op een vier meter hoge natuurstenen sokkel. In de sokkel is een gedicht aangebracht van Jan Engelman:

Gedenk uw dooden die den goeden strijd

gestreden hebben in gerechtigheid.

Draagt voort hun vlam, zij zijn gebleven,

maar in dien gloed wordt ons nieuw leven.

## Galerij

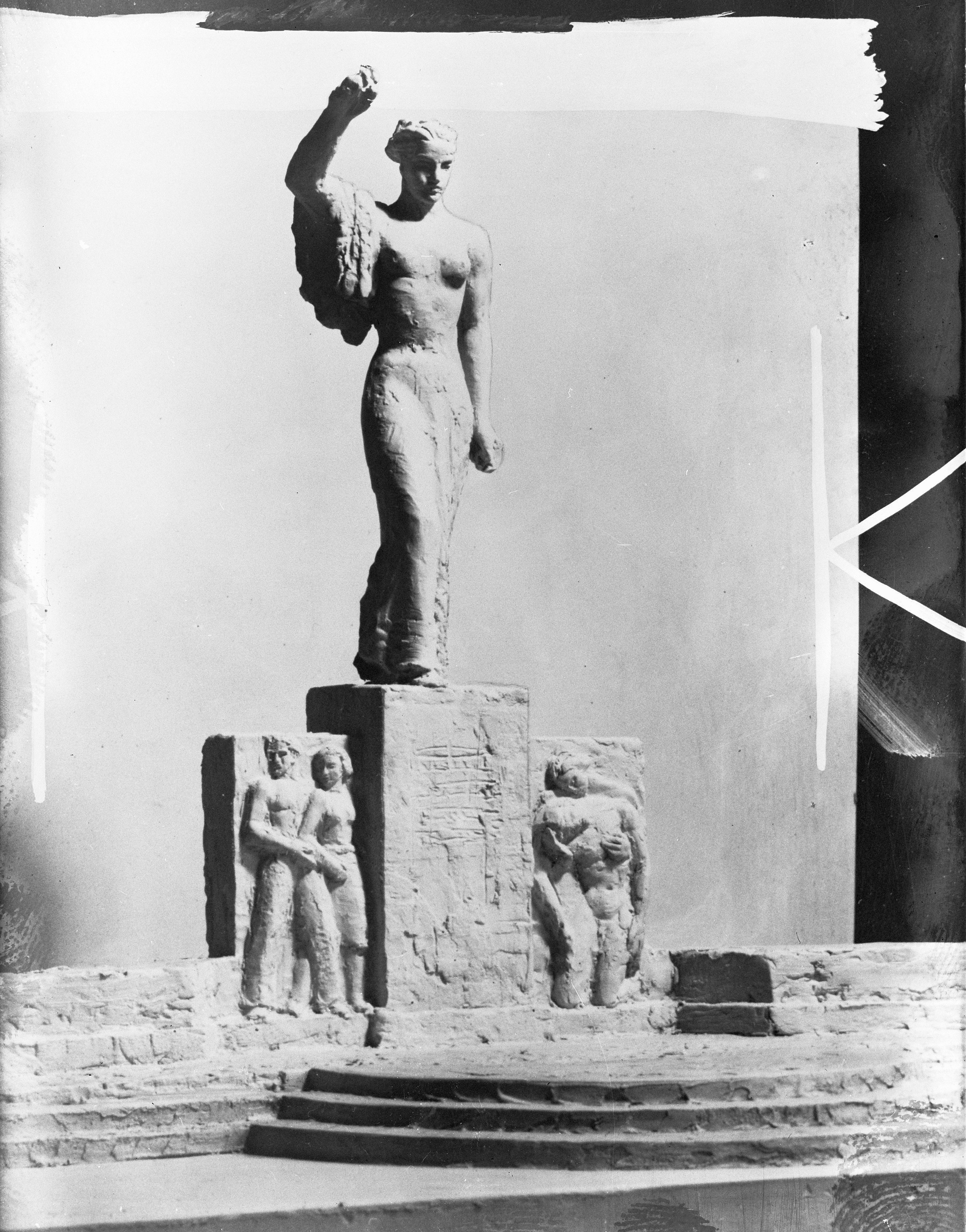
Oorspronkelijk ontwerp
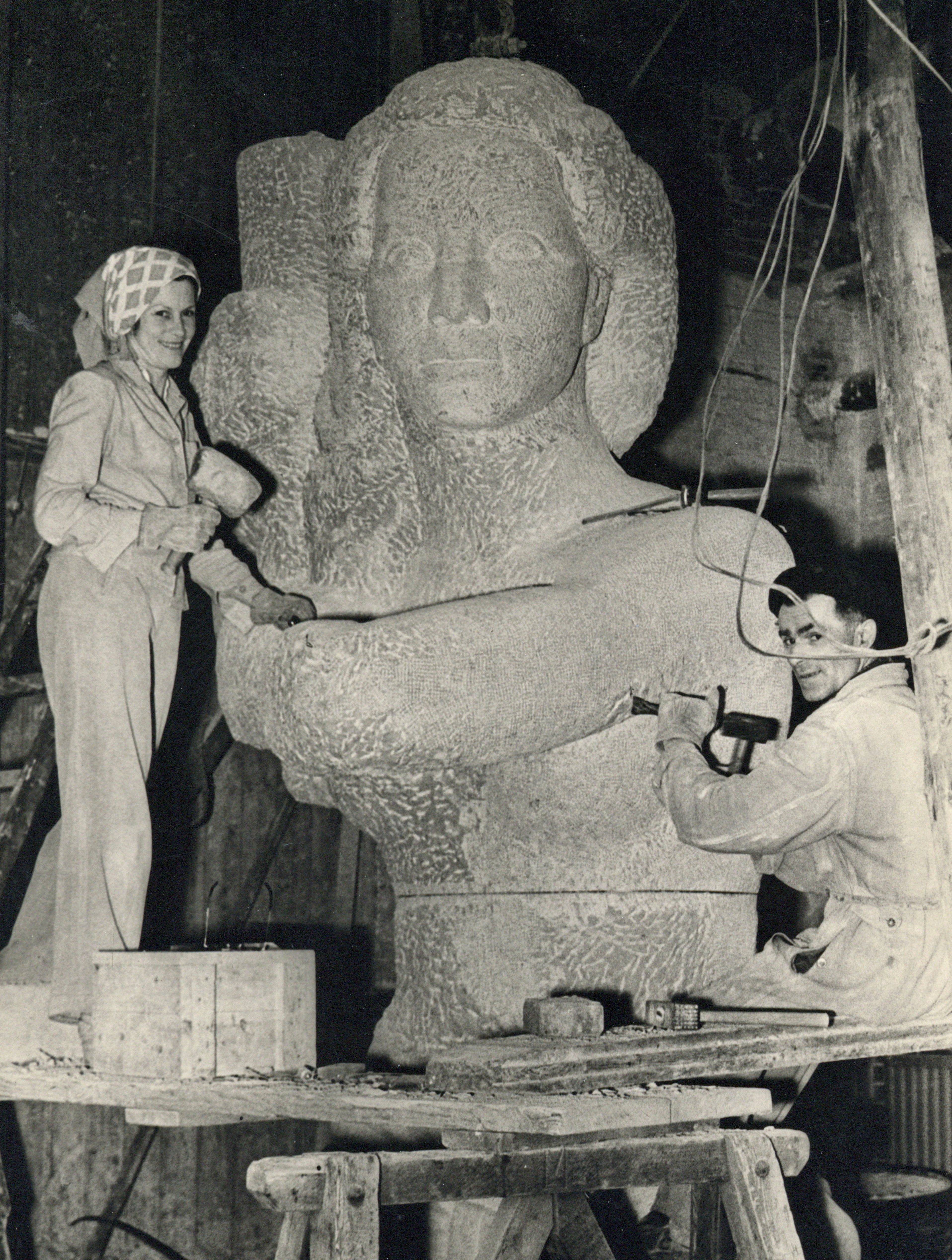
Franzén en Roverso tijdens het kappen van het monument
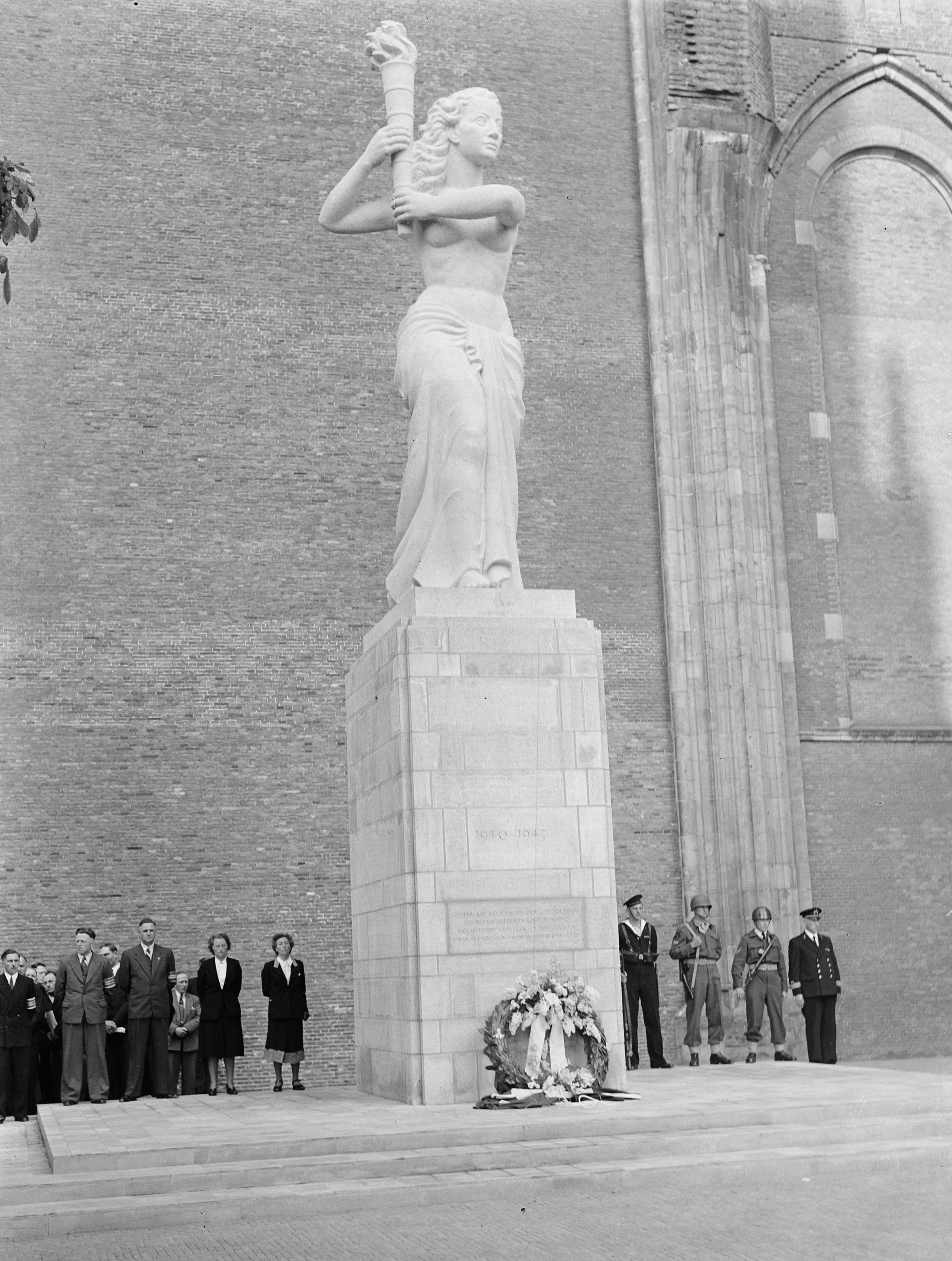
Onthulling in 1949
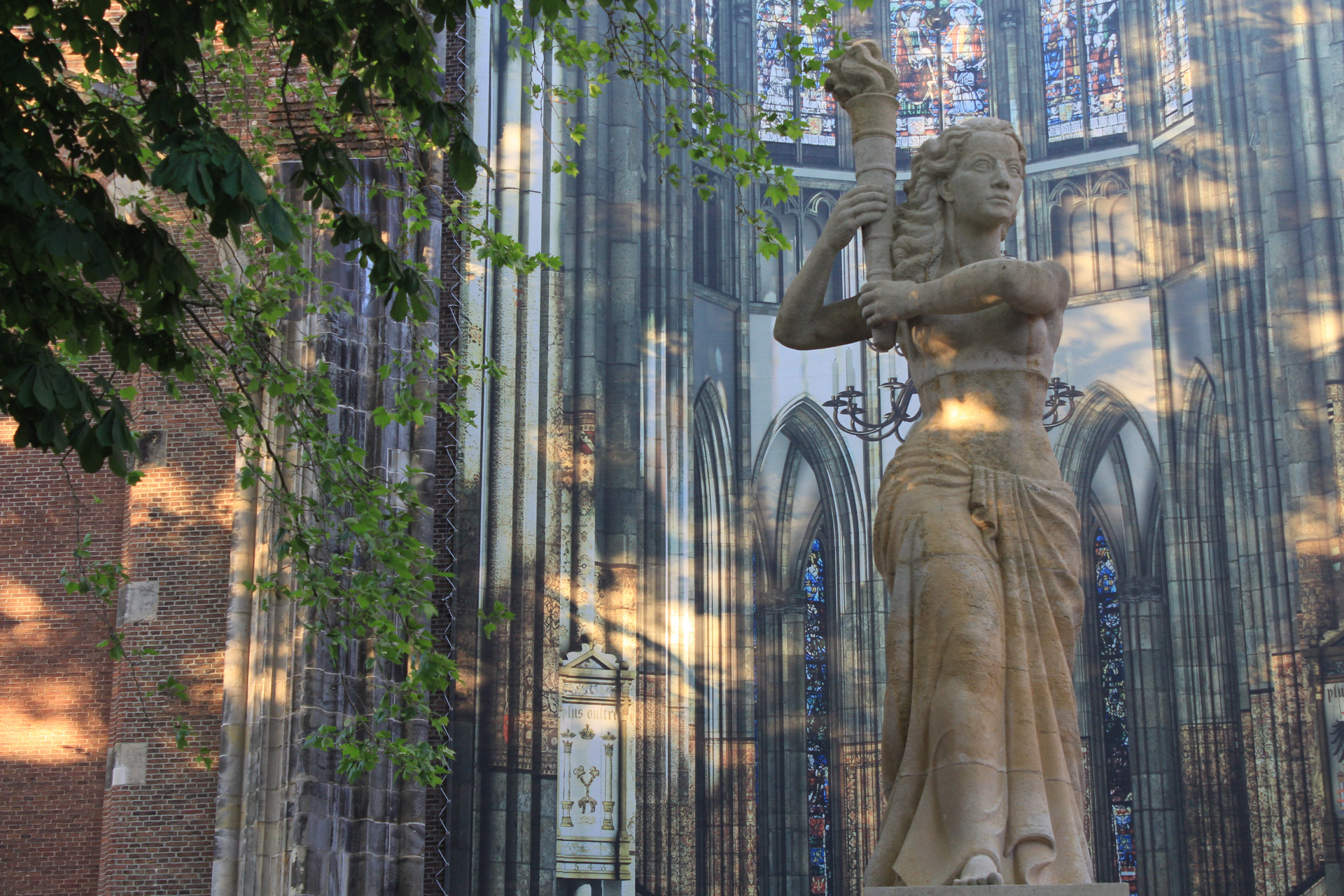
Het monument in 2023